# Одоровци
Вижте пояснителната страница за други значения на Одоровци.
О̀доровци е село в Северозападна България. То се намира в община Брусарци, област Монтана.

## География
Одоровци отстои на 16,9 км от общинския център Брусарци, 41 км от Лом, 71 км от Видин, 35 км от Белоградчик, 41 км от Монтана, 77 км от Враца и 147 км от София.